# Olney (Montana)
Olney – jednostka osadnicza w Stanach Zjednoczonych, w stanie Montana, w hrabstwie Flathead.